# HD34631
HD34631 — хімічно пекулярна зоря спектрального класу B9, що має видиму зоряну величину в смузі V приблизно  7,0.
Вона  розташована на відстані близько 862,8 світлових років від Сонця.

## Фізичні характеристики
Телескоп Гіппаркос зареєстрував фотометричну змінність  даної зорі з періодом    2,20 доби в межах від  Hmin= 7,02 до  Hmax= 6,94.

## Пекулярний хімічний вміст
Зоряна атмосфера HD34631 має підвищений вміст 
Si
.